# ウェナ・プロフェ
『ウェナ・プロフェ』（原題: WENA PROFE）は、チリのTVNとTV Chileで2017年から放送されているテレビドラマ(テレノベラ)シリーズ。

## 主な登場人物
ジャビエル・メサ
演：マルセロ・アロンソ
バルバラ・フェルナンデス
演：マリア・エレナ・スェー
アンナ・マリア・セプルベダ
演：カロリナ・アレーギ
フレンチヤ・ドミンゲスー
演：ベレン・ソト
チエゴ・ビダル
演：プランチスコ・ダニョベチヤ

## その他の登場人物
ロドリゴ・サラミエント
演：ネスト・カンチーヤンナ
フェリペ・アクニャー
演：ロドリゴ・ヲルケル
ベンジャミン・サラー
演：マチャス・アスレー
コンスタンサ・マルチヤー
演：コンスタンサ・ニコラス